# Iwan Andrejewitsch Chworostinin
Fürst Iwan Andrejewitsch Chworostinin (russisch Иван Андреевич Хворостинин; † 1625 in Sergijew Possad) war ein russischer Staatsmann, Heerführer und Schriftsteller.

## Leben
Seine familiäre Herkunft leitete er selbst von den Teilfürsten von Jaroslawl ab. Er war schon in jungen Jahren am Hof in Moskau tätig und ab 1605 eng mit dem falschen Dmitri befreundet. Nach dem Sturz Dmitris 1606 verbannte ihn der Zar Wassili IV. in das Joseph-Wolozki-Kloster nach Wolokolamsk. Zugleich war eine Anklage wegen Ketzerei erfolgt. Chworostinin galt als Freund ausländischer Bücher und weltlicher Kunst. Seine religiösen Ansichten entsprachen vermutlich dem Unitarismus. Außerdem wird ihm Egozentrik und Ausschweifungen nachgesagt.
Schon 1610/Anfang 1611 wurde er jedoch nach Moskau zurückgeholt und wurde Kommandeur einer Einheit, die im Südwesten Russlands gegen polnische Truppen kämpfte. In der Zeit 1618/1619 war er Wojwode von Perejaslawl-Rjasanski.
Es folgte jedoch 1622/1623 erneut der Vorwurf der Häresie. Er wurde verdächtigt dem Katholizismus zuzuneigen und eine Flucht nach Litauen zu planen. Im Ergebnis wurde er nach Beloosero in das Kirillo-Beloserski-Kloster verbannt. Um der Verbannung wieder zu entgehen, zeigte er sich zum Widerruf seiner Auffassungen bereit. Er verfasste ein 1330 gereimte Verse langes Werk, in dem er polemisch sowohl die katholische Kirche als auch den Protestantismus angriff. Außerdem beklagt er sich über Freunde und Diener, die ihn immer wieder bei der Obrigkeit anschwärzten. Dieses Werk gilt als erste große autobiografische Versdichtung der russischen Literatur. Ein weiteres größeres Werk verfasste er zwischen 1616 und 1624 in welchem er annalistisch über die Zeit am Moskauer Hof berichtete. Möglicherweise entstand das Werk in der Absicht sich zu rehabilitieren.
1624 hielt er sich wiederum in Moskau auf. Letztlich tauchte er jedoch im Dreifaltigkeitskloster von Sergijew Possad unter, wo er 1625 verstarb.

## Werke
- Homilien über die Tage der Moskauer Zaren und Prälaten, 1616 bis 1624
- Darlegung gegen die blasphemischen Häretiker, 1623